# Zólyombúcs
Zólyombúcs (1907-ig Búcs, szlovákul: Budča) község Szlovákiában, a Besztercebányai kerületben, a Zólyomi járásban.

## Fekvése
Zólyomtól 4 km-re nyugatra, a Garam jobb partján fekszik.
Keletről Zólyom, délről Osztroluka, délnyugatról Garamberzence, északnyugatról Zólyomternye, északról pedig Zólyomtúr községekkel határos.
15,9090 km²-es területe nem változott a 20. század folyamán.

## Története
A régészeti leletek tanúsága szerint területén már az i. e. 1900 és 800 közötti időben éltek emberek.
Zólyombúcson 1239-ben II. András király özvegye, Estei Beatrix gótikus templomot építtetett a településen, melyből mára csak a szentély maradt. 1254-ben „Bucha” alakban említik először. Lakói kezdetben szabadok voltak, majd a 14. századtól a dobronyai uradalomhoz tartoztak. 1424-ben Luxemburgi Zsigmond az uradalmat Borbála királynénak adta. 1530 és 1709 között temploma az evangélikusoké volt.
1591-ben, 1599-ben, 1626-ban, 1648-ban és 1649-ben felégette a török és sok lakóját hurcolta fogságba. A Habsburg ellenes harcok során a település teljesen megsemmisült, a régi falu a község északnyugati határrészén állt és a 18. század elejétől telepítették újra.
A 18. század végén Vályi András így ír róla: „BUCSA. Tót falú Zólyom Vármegyében földes Ura Gróf Eszterházy Uraság, fekszik Garam vize mellett, ó Zólyomtól egy kis mértföldnyire, az a’ völgy, mellyben e’ helység épűlt, két mértföldnyire tart; szorossan, és mélyen, Garam vize folyván közepette, ’s Butsi völgynek neveztetik; egy részét szántó földgyeinek, és réttyeinek is Garam vize el önti; de mivel Zólyom, és Selmeltz Városok között van, a’ hol mindenkor kereshet, legelője elegendő, földgye termékeny, tűzre fája, és épűletre is az Uraságtól ingyen; a’ községnek tíz kaszásra való réttye van, első Osztálybéli.”
1828-ban 66 házában 493 lakos élt, akik főként mezőgazdasággal foglalkoztak.
Fényes Elek 1851-ben kiadott geográfiai szótárában így ír a faluról: „Bucsa, tót falu, Zólyom vgyében, a Selmeczi postautban a Garan mellett: 212 kath., 281 evang. lak. Kath. paroch. templom. Postahivatal és váltás Besztercze és Selmecz közt. Rétjei igen jók. F. u. a kamara.”
A trianoni diktátumig Zólyom vármegye Zólyomi járásához tartozott.
Hivatalos szlovák neve 1927-ig „Buča” volt.

## Népessége
| Év:            | 1994. | 2004.    | 2014.   | 2024.   |
| -------------- | ----- | -------- | ------- | ------- |
| Emberek száma: | 979   | 1181     | 1295    | 1370    |
| Eltérés:       |       | +20,63 % | +9,65 % | +5,79 % |

| Év:            | 2023. | 2024.   |
| -------------- | ----- | ------- |
| Emberek száma: | 1379  | 1370    |
| Eltérés:       |       | -0,65 % |

1910-ben 830, túlnyomórészt szlovák lakosa volt.
2001-ben 1088 lakosából 1049 szlovák volt.
2011-ben 1266 lakosából 1152 szlovák és 26 cigány.

## Nevezetességei
- Mihály arkangyal tiszteletére szentelt római katolikus temploma a 13. században épült, a 14. században gótikus stílusban építették át, majd 1692-ben és a 18. században ismét átépítették. 1957-ben tárták fel gótikus részeit.